# Senqunyane
Senqunyane je rijeka u središnjem Lesotu. Rijeka izvire u gorju Maluti na sjeverozapadu Lesota i teče prema jugu, a zatim prema zapadu 120 kilometara prije nego što se na jugozapadu ulije u rijeku Senqu (Oranje).
Izvor Senqunyane je tromeđa triju okruga: Thaba-Tseka, Berea i Leribe. Čini granicu između okruga Thaba-Tseka i prvo Berea, a potom okruga Maseru, kao i malog dijela okruga Mafeteng koji je odvojen od ostatka okruga i smješten visoko u planinama Maluti, većim dijelom svoje dužine.
Pritoke uključuju rijeku Bokong, kao i rijeke Jordane i Likalaneng, koje se spajaju s Senqunyaneom malo prije brane Mohale.:33
Brana Mohale, otvorena 2003., dio je Vodnog projekta Lesotskog gorja, koji preusmjerava vodu do brane Katse, a time i do regije Gauteng u Južnoj Africi, uključujući gradove Johannesburg i Pretoria.
Rijeka je dom rijetke vrste soma Austroglanis sclateri. Vodopad Semonkong djeluje kao migracijska barijera koja razdvaja različite riblje zajednice.
Dolina Senqunyane mjesto je niza arheoloških nalazišta i nalazišta crteža na stijenama. Dolina je prvi put naseljena u srednjem kamenom dobu.
Klisura pješčenjaka sa strmim liticama je teško pristupačna. Značajan most izgrađen 2011. godine prelazi rijeku u blizini njezina ušća u rijeku Oranje.